# Autismo atípico
O autismo atípico ou desordem desenvolvimental pervasiva de início na infância é uma variante do autismo que pode ter início mais tardio, dos 3 até os 12 anos de idade. Assim como a criança com autismo de início precoce, a criança com autismo atípico não desenvolve relacionamentos sociais normais e frequentemente apresenta maneirismos bizarros e padrões anormais de fala. Essas crianças também podem ter síndrome de Tourette, transtorno obsessivo-compulsivo ou hiperatividade.
Na maioria dos casos, o desenvolvimento é anormal desde a infância e com poucas exceções, as condições se manifestam nos primeiros 5 anos de vida, é usual mas não invariável haver a existência de algum grau de comprometimento cognitivo, que apresenta faltando normalidades suficientemente demonstráveis em uma ou duas das três áreas da psicopatologia requeridas para o diagnóstico de autismo típico, como por exemplo:
- interações sociais recíprocas anormais;
- comunicação anormal; e
- comportamento restrito, estereotipado e repetitivo.

Apesar de faltar anormalidades nessas áreas, há anormalidades características em outras áreas.